# Bonn-Center
Le Bonn-Center est un complexe immobilier à Bonn en Allemagne, aujourd'hui disparu. Conçu par l'architecte berlinois Friedrich Wilhelm Gerasch, il a été construit entre 1968 et 1969.
Le gratte-ciel de 60 m et de 18 étages qui en faisait partie était à l'époque de sa construction le troisième plus haut édifice de Bonn. Situé à l'angle de la Bundesstraße 9 et de la Reuterstraße dans le quartier de Gronau à la limite du quartier fédéral, on le compare alors au Rockefeller Center. Lieu renommé de l'ancienne capitale allemande, il a servi entre autres d'hôtel, de centre d'affaires, de centre commercial et de lieu de restauration.
Entre 2016 et 2017, l'ensemble du complexe est démantelé, et le gratte-ciel dynamité. À sa place, un vaste chantier commence pour construire un nouvel ensemble, le Stadtquartier Neuer Kanzlerplatz (de), dont l'achèvement est prévu pour 2022.